# Rhyacophila praemorsa
Rhyacophila praemorsa är en nattsländeart som beskrevs av Mclachlan 1879. Rhyacophila praemorsa ingår i släktet Rhyacophila och familjen rovnattsländor. Inga underarter finns listade i Catalogue of Life.